# Gabriel Pérez Garcés
Gabriel Alfonso Pérez Garcés (Bogotá; 10 de diciembre de 1964) es un oficial de insignia de la Armada de la República de Colombia. El 26 de agosto de 2020, tras la renuncia del Almirante Evelio Ramírez Gáfaro, fue designado por el presidente Iván Duque Márquez como Comandante de la Armada Nacional de Colombia.

## Biografía
Gabriel Alfonso Pérez Garcés, nació el 10 de diciembre de 1964 en Bogotá. Ingresó a la Escuela Naval de Cadetes Almirante Padilla en año 1983, graduándose como Teniente de Corbeta el 6 de junio de 1986, en la especialidad de Ejecutivo Superficie. Ascendió al grado de Vicealmirante mediante Decreto n.º 728 , del 27 de abril de 2018.
Es Ingeniero Naval con énfasis en Electrónica de la Escuela Naval “Almirante Padilla”, especialización en Comando y Estado Mayor en la Escuela Superior de Guerra; Curso de Altos Estudios Militares, Programa de Alta Dirección Empresarial en el Instituto INALDE de la Universidad de La Sabana en Bogotá, Maestría en Seguridad y Defensa Nacional. Se desempeñó como Oficial de Enlace de la Armada Nacional de Colombia en la Fuerza de Tarea Interagencial Conjunta del Sur (“Joint Interagency Task Force South.- JIATFS”), en Key West - Florida, Estados Unidos.

## Mandos
- Jefe Departamentos de Armamento y Operaciones.
- Segundo Comandante y Comandante ARC Caldas, Fragata Misilera tipo Almirante Padilla.
- Jefe del Departamento de Cubierta, Segundo Comandante y Comandante Buque Escuela ARC Gloria.
- Jefe de Análisis y Producción de la Jefatura de Inteligencia Naval.
- Jefe del Departamento de Operaciones y Jefe de Estado Mayor de la Flotilla de Superficie de la Fuerza Naval del Atlántico.
- Jefe de Estado Mayor del Comando Conjunto No.1.
- Comandante de la Flota Naval.
- Comandante de la Fuerza Naval del Oriente.
- Director de la Escuela Naval de Cadetes Almirante Padilla.
- Comandante de la Fuerza Naval del Caribe.
- Jefe de Estado Mayor Naval Operacional.[2]

## Condecoraciones
- Orden de Boyacá.
- Medalla Servicios Distinguidos en Orden Público.
- Medalla Militar Fe en la Causa Armada Nacional.
- Orden al Mérito Naval Almirante José Padilla.
- Orden por la Libertad.
- Orden del Mérito Logístico José Fernández Madrid.
- Orden al mérito Coronel Guillermo Fergusson.
- Orden Dignidad y Patria en el grado Gran Solidaridad otorgada por la Cámara de Representantes.
- Orden Flor de Inírida.
- Medalla Inocencio Chincá.
- Medalla el Sol Naciente.
- Medalla La Gran Cruz Municipal y Reconocimiento Honorífico Pueblos Indígenas Amazonia-Orinoquia de la Dirección de Etnias del Ministerio del Interior y de Justicia.
- Medalla Naval Almirante Luís Brión de la Armada de Venezuela.[2]

| Predecesor: Evelio Ramírez Gáfaro | Comandante de la Armada de la República de Colombia 26 de agosto de 2020 - En el cargo | Sucesor: - |